# Rhegmoclema stuckenbergi
Rhegmoclema stuckenbergi är en tvåvingeart som beskrevs av Cook 1965. Rhegmoclema stuckenbergi ingår i släktet Rhegmoclema och familjen dyngmyggor. Inga underarter finns listade i Catalogue of Life.